# Arteria auricular posterior
La arteria auricular posterior es una arteria que se origina en la arteria carótida externa.

## Ramas
Según el Diccionario enciclopédico ilustrado de medicina Dorland, 27ª edición, se ramifica en:
- Ramas colaterales: arterias parotídea y estilomastoidea.
- Ramas terminales: arterias auricular y mastoidea.

## Árbol arterial según la Terminología Anatómica
La Terminología Anatómica indica para la arteria auricular posterior el siguiente árbol:
A12.2.05.038 Arteria estilomastoidea (arteria stylomastoidea)
A12.2.05.039 Arteria timpánica posterior (arteria tympanica posterior)
- A12.2.05.040 Ramas mastoideas de la arteria timpánica posterior (rami mastoidei arteriae tympanicae posterioris)
- A12.2.05.041 Rama estapedia de la arteria timpánica posterior (ramus stapedius arteriae tympanicae posterioris)

A12.2.05.042 Rama auricular de la arteria auricular posterior (ramus auricularis arteriae auricularis posterioris)
A12.2.05.043 Rama occipital de la arteria auricular posterior (ramus occipitalis arteriae auricularis posterioris)
A12.2.05.044 Rama parotídea de la arteria auricular posterior (ramus parotideus arteriae auricularis posterioris)

## Trayecto
Es profunda en su origen, por arriba y medial al músculo estilohioideo. En la región parótida, sigue el borde superior del vientre posterior del músculo digástrico y desciende hacia el borde anterior de la apófisis mastoides, de la cual emerge hacia atrás y lateralmente para irrigar el surco articulomastoideo. La arteria estilomastoidea, su principal colateral, penetra en el foramen del mismo nombre y se dirige hacia la cavidad timpánica también la arteria timpánica posterior y las ramas occipital y parotiroidea.

## Distribución
Distribuye la sangre hacia la cara interna del pabellón auricular, la piel del hélix y el antihélix, tegumentos de la región mastoidea, glándula parótida, músculo digástrico y otros músculos.

## Imágenes adicionales

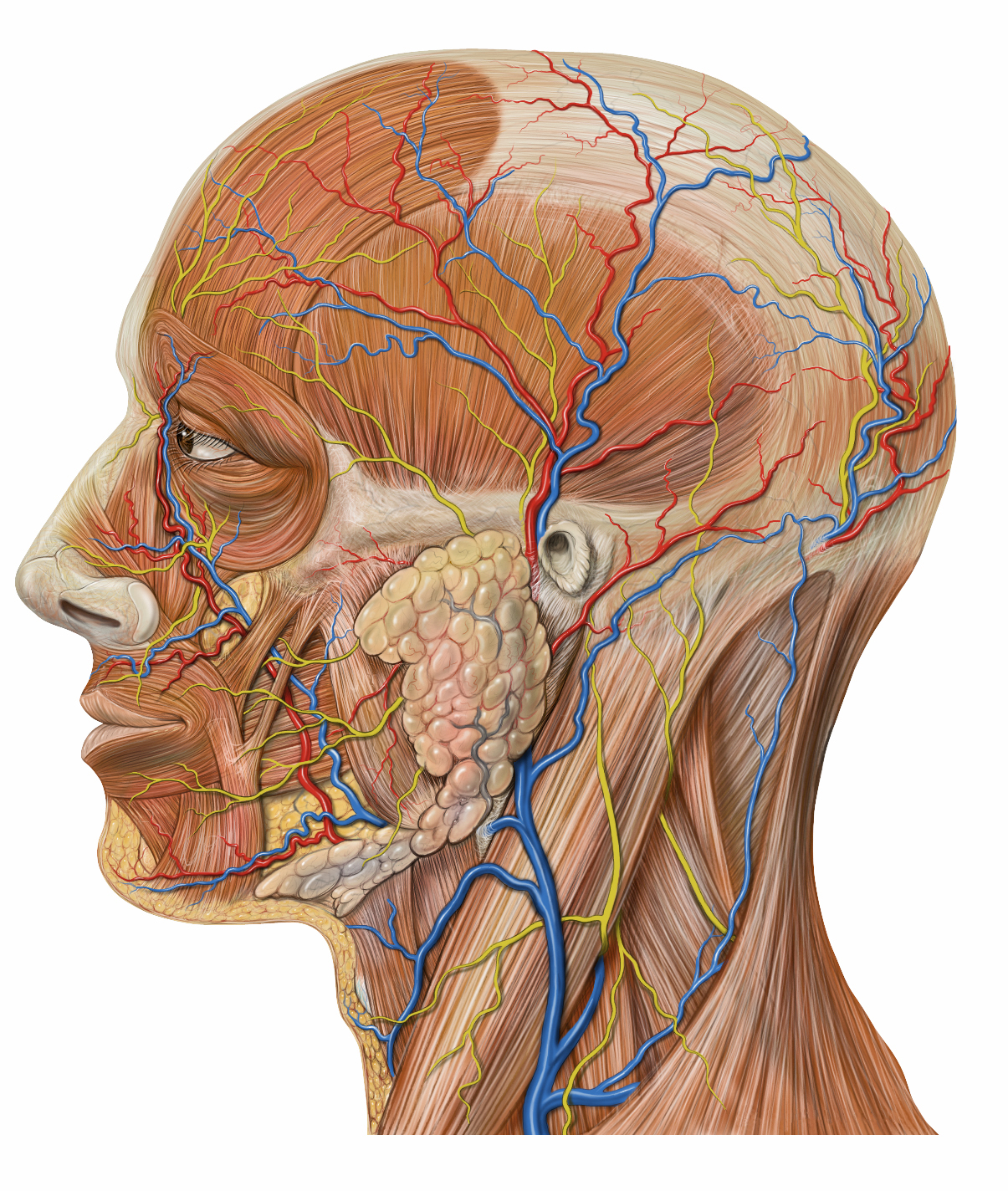
Detalle anatómico del lateral de la cabeza.